# هيو س. راي
هيو س. راي (بالإنجليزية: Hugh C. Rae)‏ هو كاتب جريمة بريطاني، ولد في 22 نوفمبر 1935 في Knightswood ‏ في المملكة المتحدة، وتوفي في 24 سبتمبر 2014 في غلاسكو في المملكة المتحدة.

## وصلات خارجية
- هيو س. راي على موقع IMDb (الإنجليزية)
- هيو س. راي على موقع قاعدة بيانات الفيلم (الإنجليزية)